# Žvarulje
Žvarulje so naselje v Občini Zagorje ob Savi.